# Латрус, Филипп-Огюст Леарди
Филипп-Огюст Леарди (фр. Philippe-Auguste Le Hardy; ум. 10 октября 1691), маркиз де Латрус — французский генерал.

## Биография
Сын генерала Франсуа Леарди, маркиза де Латруса, и Генриетты де Куланж, двоюродный брат мадам де Севинье.
Сеньор де Крепуаль, Кушрель, Радмон, Вьеймулен и Лимзи.
В августе 1651 жалованной грамотой был возведен в достоинство маркиза де Латруса, 24 мая 1653 получил роту шеволежеров в полку Манчини. Командовал ею в Нидерландах в войсках маршала Тюренна до подписания Пиренейского мира. 12 апреля 1661 рота была расформирована; 7 декабря 1665 маркиз набрал новую, которая была включена в состав кавалерийского полка Бисси.
Прапорщик роты жандармов Дофина (9 мая 1667), младший лейтенант той же роты (23 июня), 8 июля получил чин кампмейстера кавалерии. В том году служил при взятии Турне, Дуэ, Лилля, в 1668-м участвовал в завоевании Франш-Конте. Капитан-лейтенант роты жандармов Дофина (4 сентября 1669).
Во время Голландской войны в 1672 году командовал жандармерией при осаде Дуйсбурга, рекогносцировал Зютфен и участвовал в его осаде под руководством Месье. 30 июля произведен в бригадиры жандармов. В 1673 году участвовал в осаде Маастрихта, в 1674-м Безансона, Доля, Гре и битве при Сенефе, в ходе которой с пятью жандармскими эскадронами остановил движение отряда противника, намеревавшегося отрезать принца Конде, и отбросил неприятеля. В ноябре перешел в Германскую армию Тюренна, в составе которой сражался при Мюльхаузене и Туркхайме.
Кампмаршал (2 апреля 1675), служил при осаде и взятии замка Юи, затем с группой войск присоединился к армии маршала Креки, сражался в битве при Концер Брюкке, где был взят в плен. В 1676 году воевал в Германии под командованием маршала Люксембурга, сражался под Кокесбергом.
Генерал-лейтенант армий короля (25 февраля 1677), 10 марта был направлен во Фландрскую армию, участвовал в осаде Валансьена: во главе 1-й роты мушкетеров и трех батальонов гвардейского полка штурмовал правый участок прикрытого пути и занял плацдарм, с которого мушкетеры пошли на штурм города. Затем был направлен под командование Месье, находился при осаде Сент-Омера и был там оставлен командовать во время битвы при Касселе. Закончил кампанию в армии маршала Люксембурга. 17 октября получил на зиму командование в Приморской Фландрии.
В 1678 году служил при осаде Гента, сдавшегося 9 марта, и на следующий день получил командование кавалерией и драгунами, находившимися в Лилле, Куртре, Турне и Ауденарде. С этими частями обложил Ипр, который сдался 25-го. В тот же день Людовик XIV назначил Латруса губернатором завоеванного города. Ипр остался в руках французов после заключения Нимвегенского мира, 31 мая 1679 губернаторские полномочия маркиза были подтверждены. Он оставался в должности до 1 декабря 1682, когда был назначен командовать войсками, посланными в Пьемонт.
5 апреля 1684 был направлен во Фландрскую армию Месье, 15-го получил командование отдельным корпусом на Маасе, с которым прикрывал осаду Люксембурга. 19 апреля 1685 был назначен командовать лагерем на Соне. 10 сентября стал командующим в Дофине, а 12 декабря в Лангедоке, где оставался до декабря 1688.
31 декабря 1688 был пожалован в рыцари орденов короля.
11 марта 1689 был назначен командующим в Пуату, Они и Сентонже под началом маршала Лоржа, в мае 1690 был отставлен от командования ротой жандармов Дофина.

## Семья
Жена (20.04.1660): Мадлен де Лафон, дочь Жака де Лафона, королевского секретаря, и Маргерит Банлье. В браке была единственная дочь:
- Мари-Генриетта (1661—1753), дама де Крепуаль и Лизи-сюр-Урк. Муж (16.02.1684): Амедеа Альфонсо даль Поццо (ок. 1662—1698), маркиз ди Вольера, князь делла Чистерна, главный ловчий и главный сокольничий герцога Савойского, командир полка Салуццо